# Казорија
Казорија (итал. Casoria) град је у Италији у регији Кампања. Према процени из 2010. у граду је живело 79.562 становника.

## Географија
| Клима (Казорија)           | Клима (Казорија) | Клима (Казорија) | Клима (Казорија) | Клима (Казорија) | Клима (Казорија) | Клима (Казорија) | Клима (Казорија) | Клима (Казорија) | Клима (Казорија) | Клима (Казорија) | Клима (Казорија) | Клима (Казорија) | Клима (Казорија) |
| Показатељ \ Месец          | .Јан.            | .Феб.            | .Мар.            | .Апр.            | .Мај.            | .Јун.            | .Јул.            | .Авг.            | .Сеп.            | .Окт.            | .Нов.            | .Дец.            | .Год.            |
| -------------------------- | ---------------- | ---------------- | ---------------- | ---------------- | ---------------- | ---------------- | ---------------- | ---------------- | ---------------- | ---------------- | ---------------- | ---------------- | ---------------- |
| Средњи максимум, °C (°F)   | 12 (54)          | 12 (54)          | 15 (59)          | 18 (64)          | 23 (73)          | 26 (79)          | 29 (84)          | 30 (86)          | 26 (79)          | 22 (72)          | 17 (63)          | 14 (57)          | 30 (86)          |
| Средњи минимум, °C (°F)    | 4 (39)           | 4 (39)           | 6 (43)           | 8 (46)           | 12 (54)          | 16 (61)          | 18 (64)          | 18 (64)          | 15 (59)          | 12 (54)          | 8 (46)           | 5 (41)           | 4 (39)           |
| Количина падавина, mm (in) | 104 (40,9)       | 98 (38,6)        | 86 (33,9)        | 76 (29,9)        | 50 (19,7)        | 34 (13,4)        | 24 (9,4)         | 42 (16,5)        | 80 (31,5)        | 130 (51,2)       | 162 (63,8)       | 121 (47,6)       | 1,007 (396,4)    |
| [ тражи се извор ]         |                  |                  |                  |                  |                  |                  |                  |                  |                  |                  |                  |                  |                  |

## Становништво
Према резултатима пописа становништва 2011. у општини је живело 78.647 становника.
| 1931.  | 1936.  | 1951.  | 1961.  | 1971.  | 1981.  | 1991.  | 2001.  | 2011.  |
| ------ | ------ | ------ | ------ | ------ | ------ | ------ | ------ | ------ |
| 14.601 | 16.090 | 19.786 | 26.277 | 54.785 | 68.521 | 79.707 | 81.888 | 78.647 |